# Turan Akalın
Turan Akalın (Izmit, 1984) és un tennista i curler paralímpic turc. Ha representat Turquia en les eliminatòries del World Wheelchair Curling Championship 2013. Akalın és campió de Turquia en tennis paralímpic. Jugador del İzmit Tenis Kulübü a İzmit, també participa en la selecció turca de tennis paralímpic.